# Plantago jurtzevii
Plantago jurtzevii, vrsta trputca s Dalekog istoka Rusije, točnije na Čukotskom poluotoku. Nekada je smatran podvrstom vrste P. canescens.

## Sinonimi
- Plantago canescens subsp. jurtzevii N.N. Tzvel.